# IC 400
IC 400 је спирална галаксија у сазвјежђу Зец која се налази на листи објеката дубоког неба у Индекс каталогу.
Деклинација објекта је - 15° 49' 10" а ректасцензија 5h 3m 45,6s. Привидна величина (магнитуда) објекта IC 400 износи 15,2 а фотографска магнитуда 16,0.